# Eudognina
Eudognina is een geslacht van vlinders van de familie tandvlinders (Notodontidae).

## Soorten
- E. encausta Janse, 1920
- E. viridirosea Dognin, 1911